# フィニステレ岬

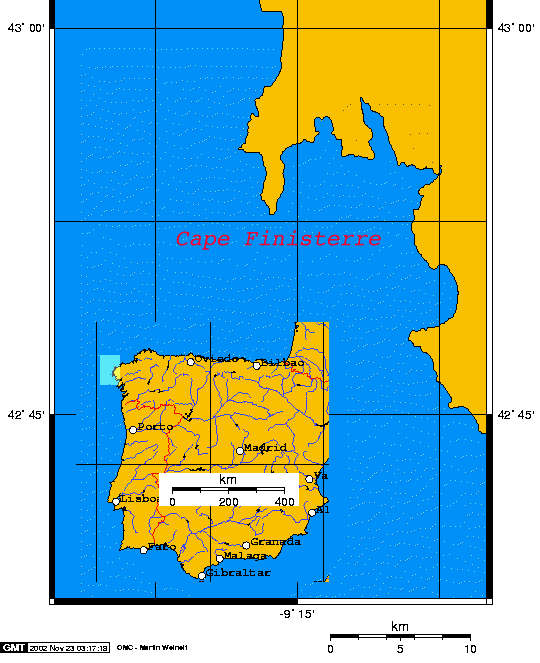
フィニステレ岬の位置（イベリア半島）

フィニステレ岬（フィニステレみさき、スペイン語: Cabo Finisterre）またはフィステーラ岬（フィステーラみさき、ガリシア語: Cabo Fisterra）は、スペイン北西部ガリシア州の、西に大西洋を望む岩がちの半島。

## 概要

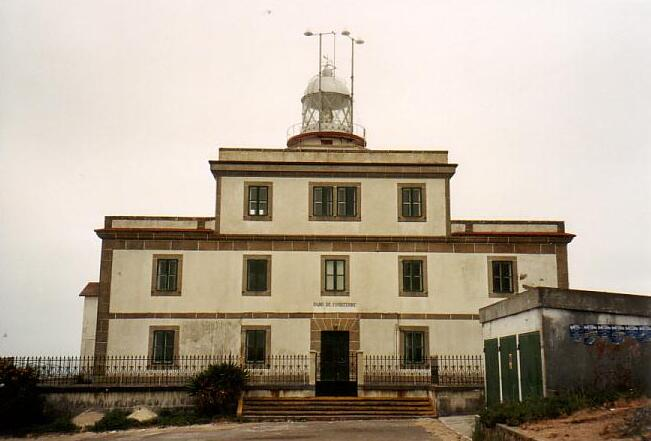
フィステーラ灯台

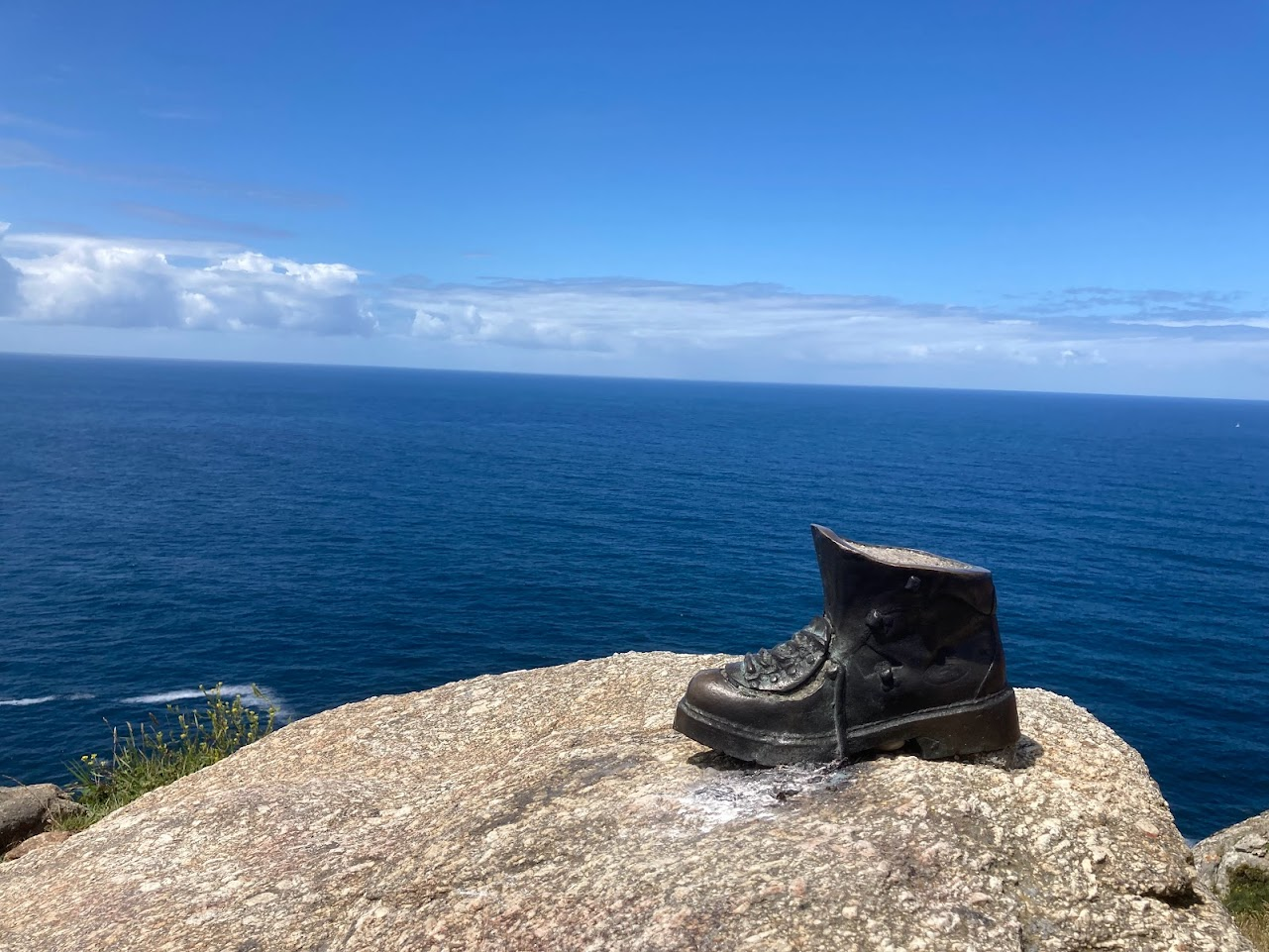
巡礼者のブーツ

フィニステレの地名は、ラテン語の Finisterrae に由来しており、「陸地の終わり」を意味している。なお、ビスケー湾を挟んだ位置にあるフランスのフィニステール県（ブルターニュ半島）の名前も同じ由来を持つ。
「陸地の終わり」を由来としているが、ユーラシア大陸最西端はポルトガルにあるロカ岬である。
フィニステレ岬にある山をモンテ・ファチョといい、高さは海抜238メートルである。山頂には有名な灯台が置かれている。岬は自治体フィステーラに属する。

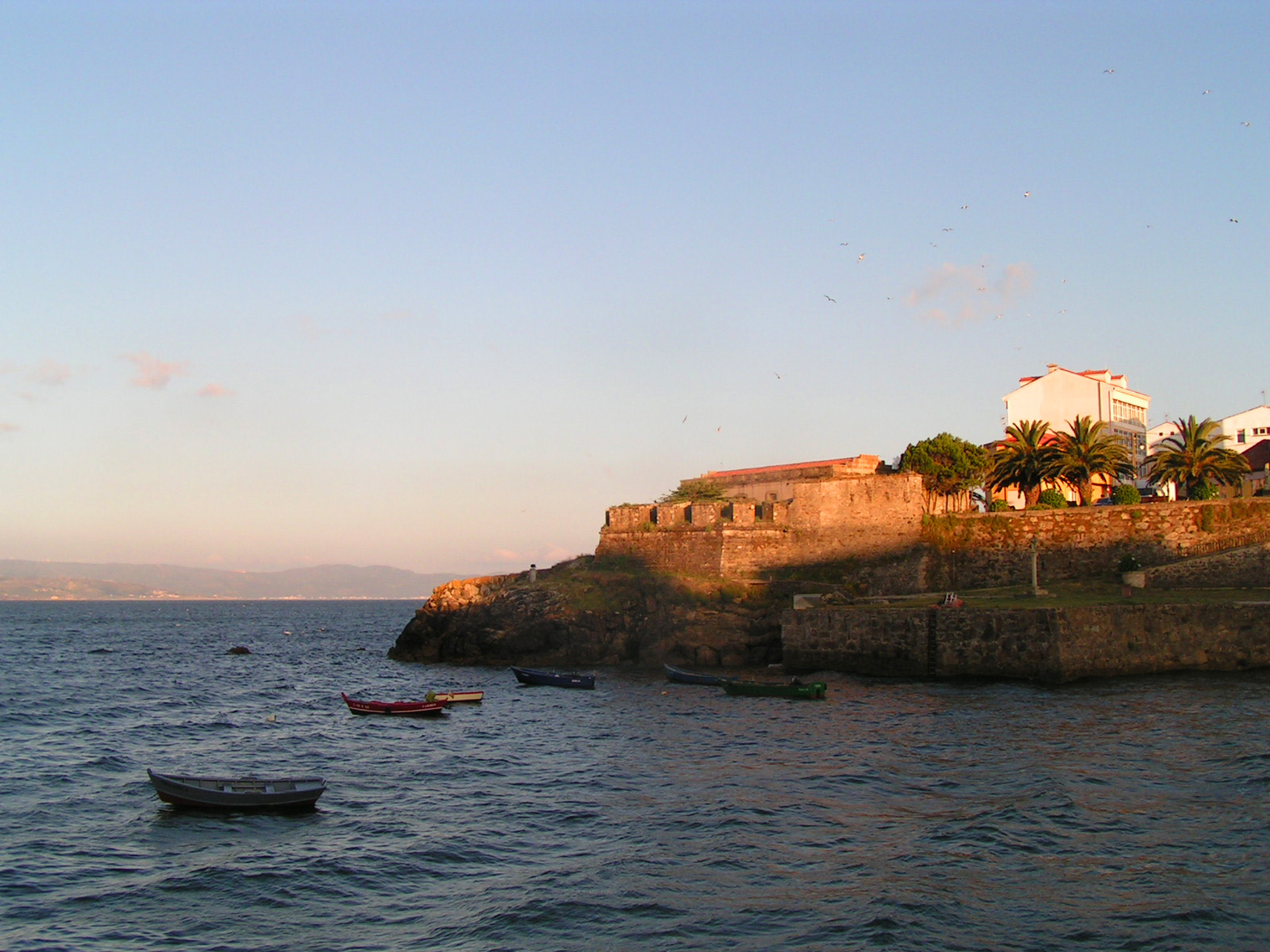
ガリシア大西洋岸のフィニステレ岬

フィニステレ岬には、オ・レストロ、アルネラ、マル・デ・フォラ、ランゴステイラ、リベイラ、コルベイロといった風光明媚な浜辺がある。浜辺の多くは、「マーレ・テネブロスム（Mare Tenebrosum）」（「暗い海」：中世における大西洋の呼び名）に落ち込んでいる急峻な崖によって区切られている。
この地域には宗教的な伝説に彩られた岩がいくつか存在する。例えば「聖なる石」、「ワイン染めの石」、「石の椅子」などであり、ケルトの老女神オルカベラの墓石と呼ばれるものもその一つである。

## 巡礼
フィニステレ岬は、「聖ヤコブの道」（サンティアゴ・デ・コンポステーラの巡礼路）の多くの巡礼者の最終的な目的地ともなっている。巡礼者が彼らの旅の終わりに、フィニステレ岬の砂浜で服またはブーツを燃やすことが近年の習慣となっていた。
しかし、2010年に環境問題（火事、ゴミの問題、燃えた跡の景観破壊）から禁止され標識も建てられた。が、2016年8月に服を燃やしていた巡礼者によって再び火災が引き起こされ、2人のイタリア人が逮捕されている
フィニステレへの巡礼の起源は定かではない。しかし、それは紀元前から信じられていたと思われる、「世界の果て」としてのフィニステレの位置と関係している。その伝統は中世にも受け継がれ、サンティアゴ・デ・コンポステーラからフィニステレまでの道沿いに、巡礼者の必要を満たすための病院も作られた。
聖ヤコブの遺体があるサンティアゴ・デ・コンポステーラからフィニステレは90kmの距離にあり、ムシーア（Muxía）を通り、3日程度の行程である。ガリシア州の公共バスMonbusから1日数本バスが出ており、サンティアゴ・デ・コンポステーラから2-3時間で到着する。フィニステレのバス停から岬の先端まで3-4キロあり、徒歩で約1時間かかる。そのため、サンティアゴ・デ・コンポステーラからバスを使い日帰りで巡礼するものも多い。

## 海上交通史
北部ヨーロッパから地中海へのルート上の突出した陸標であることから、フィニステレ岬の海戦と呼ばれる戦いが付近で何度か行われてきた。またこの地の海岸は、数多くの船が難破したことから、地元では「コスタ・ダ・モルテ（Costa da Morte）」すなわち「死の海岸」と呼ばれている。1870年にはイギリス海軍の甲鉄艦「キャプテン」が遭難し、約500名の死者を出した。
また、大英帝国の植民地統治に関する法律（1764年砂糖法（Sugar Act）の1766年改正法など）では、特定の商品を、フィニステレ岬の緯度を超えて植民地間で輸送することを禁じていた。例えばサトウキビをジャマイカから直接ノヴァスコシアに運ぶことはできなかった。法律は、そのような場合にはまずサトウキビはジャマイカからイングランドまで運ばれることを求めており、その後、ノヴァスコシアに再輸出されることになっていた。

## 参照
1. ↑  フィステーラ岬を西から見た航空写真
2. ↑  。
ヨーロッパ大陸の最西端はポルトガルのロカ岬であり、ここよりおよそ16.5km西にある。
3. ↑  Heritage, Pilgrimage and the Camino to Finisterre: Walking to the End of the World (GeoJournal Library) p199
4. ↑  A pseudotradición de queimar prendes provoca un incendio no Cabo Fisterra A pseudotradición de queimar prendes provoca un incendio no Cabo Fisterra（2016年のフィニステレ岬の火事）
5. ↑  沈没したタンカーから漂着した油, 2002年11月19日のBBCニュースによる。